# レックス・ルーサー (DCエクステンデッド・ユニバース)
アレクサンダー・ジョセフ・「レックス」・ルーサーJr（英語: Alexander Joseph "Lex" Luthor, Jr），DCエクステンデッド・ユニバース（DCEU）シリーズの映画に登場する架空の人物，ジェリー・シーゲルそしてジョー・シャスターによって作成された同名のキャラクターから改作，ジェシー・アイゼンバーグが演じる。
レックス・ルーサーは最初に登場した《バットマン vs スーパーマン ジャスティスの誕生》（2016年），後した《ジャスティス・リーグ》（2017年）後2021年ディレクターズカット再現。
このバージョンのレックス・ルーサーの形象これまでの映画での中年のハゲのイメージとは違います。彼は若く、金髪で、風変わりで、目標志向の起業家である。

## 過去
彼は1984年にメトロポリスで、身元不明の母親のもとに生まれた，彼の父親は、レックスと同じ名前を持つ レックス・コープの創設者です，その会社は彼の父親にちなんで名付けられました，彼は陰で父親から毎日、肉体的、精神的虐待を受けていた。
2000年頃、父親が原因不明で亡くなり、レックスはレックス グループの事業を引き継ぎ、レックス グループの新たな所有者となり、同社をより電子的で未来志向のフォーチュン 500 企業およびテクノロジー大手に成長させました。

### マン・オブ・スティール
彼自身は映画に登場しなかったが、彼の企業ロゴは登場した。

### バットマン vs スーパーマン ジャスティスの誕生
現在、メトロポリスでのゾッド将軍との壊滅的な戦いから18ヶ月後、レックスは、ロシアのギャング、アナトリー・クニャゼフを雇い、スーパーマンがロイス・レーンを救出している間に、スーパーマンがアフリカの軍閥兵士を虐殺している証拠を偽造させ、スーパーマンを厳しく監視させた。レックスはゾッド将軍がテラフォーミングしようとしたインド洋から引き揚げられたクリプトナイトがクリプトン人に対する「抑止力」になると主張し、ジューン・フィンチ議員の懐柔を目論む。ルーサーの目論見は失敗。フィンチが要求を拒否すると、ルーサーはフィンチの騙されやすい同僚であるバローズ上院議員を説得して船への立ち入りを許可させ、フィンチに対して恨みを抱くようになる。許可が下りなかった後、彼は密かにクリプトナイトを密輸した。
レックスはメトロポリスで祝賀会を開催し、ジャーナリストのクラーク・ケントをイベント取材に招待し、ウェイン・エンタープライズのCEO、ブルース・ウェインを主賓として招いた。クラークがブルースにバットマンについての意見を聞くと、二人はスーパーマンとバットマンの行動について議論を始め、そこにレックスが介入する。ケントとウェインには知られていないが、彼は二人を互いに敵対させるよう操作し、ケントの注意を引くためにデイリー・プラネットにバットマンの残忍な自警行為に関するレポートを密かに送っていた。
同時に、レックスはウェインの元従業員の一人、ウォレス・キーフを操った。キーフはブラックゼロ事件で両足に障害を負い、スーパーマンがその責任を負っていると信じ込ませた。レックスはウェイン・エンタープライズから報酬を横領した。キーフはどん底に落ちた後、スーパーマンの像を破壊し、逮捕される。レックスは保釈金を支払い、彼来たる公開裁判でスーパーマンに不利な証言をする機会と、ハイテク車椅子を与えられた。しかし、レックスは車椅子の中に鉛爆弾を隠し、アメリカ議会議事堂でのスーパーマンの裁判中にそれを爆発させ、フィンチ、バロウズ、キーフ、そしてレックスの個人秘書メイジー・ゲレロを含む数百人の人々を殺害した。爆弾を発見できなかったことに動揺したスーパーマンは隠れるが、ブルース・ウェインは爆弾が破壊されたというニュースを見て、スーパーマンを殺す決意を固める。
夜、レックスはレックス・コープを訪れたが、そこでバットマンが自分の会社からクリプトナイトを盗んだことを知った。その後、レックスはギャングを雇ってまずマーサ・ケントを誘拐し、次にロイス・レーンをヘリコプターの着陸場に誘拐し、階下に突き落としてスーパーマンをおびき出した。スーパーマンがロイスを救出し、彼と対峙すると、レックスは「神」への軽蔑を大声で叫んだ。
| 「 | 僕はずっと前から分かっていた！全能の神は善人じゃない。そして善人は全能の神じゃない。お前はどっちでもない。お前が詐欺師であることを皆の目に見せる必要がある。その手を血に染めろ。 | 」 |

その後、レックスはマーサの写真でスーパーマンを脅し、スーパーマンは怒ってレックスに養母の居場所を尋ねた、レックスはスーパーマンの問いかけと、これから放たれる熱線にも動じない。レックスは、マーサの居場所が分からないと言い放つ。スーパーマンがレックスを殺せば、マーサは死ぬ。スーパーマンが飛び去ったら、マーサは死んでしまう。スーパーマンがバットマンを殺し続ける限り、マーサは生き残れる。その後、レックスは偵察船に行き、偵察船のジェネシスモジュール、サドの体、そして彼の血液を使用してクリプトンの異常現象を作り出すという「バックアップ計画」を実行した。
1時間後、スーパーマンはブラックゼロの中でレックスを見つけた。レックスはスーパーマンの行動に失望し、バットマンが生きていることを知った。レックスは驚いて、負けないと言いました。この時、ドゥームズデイが目を覚まし、レックスを攻撃しようとしたが、スーパーマンはレックスのためにドゥームズデイの攻撃を阻止した。
その後、スーパーマンはバットマンのクリプトナイトの槍を使ってドゥームズデイを殺すために自らを犠牲にした。偵察船でステッペンウルフと密かに連絡を取った後、レックスは逮捕され、頭を剃られてベルリーブ刑務所に送られたが、精神異常を理由に無罪を主張し、裁判に耐えることができなかった。バットマンが独房でレックスと対峙し、アーカム・アサイラムに移送されると告げると、レックスはスーパーマンを殺したことを喜び、スーパーマン不在中に起こりうる地球規模の脅威と戦うためにレックスのアーカイブにいるメタヒューマンを集めるようバットマンを説得する。

### ジャスティス・リーグ
レックスはポストクレジットシーンに短時間登場します。スーパーマンが復活して刑務所から脱獄した後、レックスはデスストロークを個人ヨットに招き、ジャスティスリーグの結成に対抗するために「私たち自身のリーグ」を結成することについて話し合う。

### ジャスティス・リーグ:ザック・スナイダーカット
捕らえられる前、彼はスーパーマンの断末魔の叫びの効果を観察していたとき、クリプトンの偵察船に乗っているステッペンウルフのホログラムを目撃した。スーパーマンの復活後、刑務所からの脱獄も最後に詳しく描かれ、脱獄中にアーカムで自分の代わりとなる精神病患者を見つけるが、これは点呼中に看守によって茶番劇として暴露される。彼はより穏やかで優雅な態度を見せたが、それはアガ・カーンによる「非常に必要な扱い」のおかげだと彼は語った。ヨットの上でレックスとデスストロークが登場するシーンは、レックスがデスストロークにバットマンの秘密の正体を明かすところで終わります。

### その他の出演

#### 広告する
ジェシー・アイゼンバーグは、第50回スーパーボウルで放映された『バットマン vs スーパーマン ジャスティスの誕生』に関連したメトロポリス便を宣伝するトルコ航空のCMでレックス・ルーサーを演じた。ジェシー・アイゼンバーグはCMでレックス・ルーサーを演じ、絶賛されました。CinemaBlendのダーク・リビー氏は、「彼の温かく温かな億万長者ビジネスマンの演技は、ブルース・ウェインにぴったり合っています。映画のクリップで見られた、やや漫画的な悪役とは大きく異なります」と述べています。

#### パロディー
ジェシー・アイゼンバーグは、『バットマン vs スーパーマン ジャスティスの誕生』の「削除シーン」でヘンリー・カヴィル、ベン・アフレックと共に役を再演したが、このシーンにはアフレックの旧友で『ジミー・キンメル・ショー』に出演していたジミー・キンメルも登場している。その中で、ジミー・キンメルのキャラクターは、レックスの祝賀会でクラーク・ケントとブルース・ウェインのスーパーヒーローの正体をうまく推測し、2人のスーパーヒーローを非常に動揺させ、レックスさえも驚かせた。

## 賞
|  |                                                   |                        |                |      | 來源 |
|  | ------------------------------------------------- | ---------------------- | -------------- | ---- | ---- |
|  | 《バットマン vs スーパーマン ジャスティスの誕生》 | ゴールデンラズベリー賞 | 最低助演男優賞 | 受賞 |      |

## キャラクター開発
2014年1月31日、ワーナー・ブラザースはジェシー・アイゼンバーグが映画『バットマン vs スーパーマン ジャスティスの誕生』でレックス・ルーサー役を演じると発表した。
映画が公開された後、ジェシー・アイゼンバーグの演技は賛否両論の評価を受けた。
2024年12月、ジェシー・アイゼンバーグは『バットマン vs スーパーマン ジャスティスの誕生』でのレックス・ルーサー役を振り返り、「認めるのは恥ずかしいことだが、この作品が私のキャリアに深刻なダメージを与えたと思う」と語った。